# Forests de terra baixa de Madagascar
Els boscos de les terres baixes de Madagascar o els boscos humits de Madagascar són una ecoregió tropical tropical de fulla ampla humida que es troba a la costa oriental de l'illa de Madagascar, on hi ha una barreja vegetal i animal que és del 80 al 90% endèmica, sent els boscos de la plana oriental un lloc especialment important d'aquest endemisme. S'inclouen a la llista Global 200 d'ecoregions destacades.

## Geografia
L'ecorregió constitueix una estreta franja de boscos de terres baixes entre la costa est de Madagascar i les muntanyes centrals de les terres altes, des del nivell del mar fins als 800 metres d'elevació. Té una superfície aproximada de 112.600 quilòmetres quadrats. L'ecoregió està sota la influència directa dels alisis oceànics, que mantenen un clima càlid i humit; les precipitacions superen els 2.000 mm per any i poden arribar a arribar als 6.000 mm a la península de Masoala.
Els boscos de terres baixes s'estenen des de Marojejy al nord fins a la cantonada sud-est de l'illa. Al límit septentrional de l'ecoregió al voltant de Vohemar, els boscos humits passen a l'ecorregió més eixuta dels Boscos caducifolis secs de Madagascar. A l'est, a aproximadament 800 metres d'elevació, els boscos de terres baixes transiten progressivament cap a l'ecorregió de Boscos subhumids de Madagascar. L'extrem meridional de l'ecorregió es troba a la cresta de les muntanyes d'Anisyennes, on un cinturó estret de bosc transitori sec marca la transició a l'ecorregió de Boscos secs i espinosos a l'ombra orogràfica de la pluja de les muntanyes.

## Flora
Els boscos de terres baixes es caracteritzen per densos boscos de fulla perenne, el 82% de les quals són espècies endèmiques, amb un dosser que supera els 30 metres. Entre les espècies típiques de la coberta es troben Dalbergia, Diospyros, Ocotea, Symphonia i Tambourissa; els emergents de Canarium, Albizia i Brochoneura acuminata pugen per sobre de la coberta. Els boscos de terres baixes tenen una rica diversitat d'espècies de Pandanus, arecàcies, bambús i epífites. A les elevacions més altes, els arbres es tornen més curts i tenen un sotabosc més dens.

Dimensió superficial i localització de l'ecoregió dintre de l'illa de Madagascar

## Fauna
Les forests de terres baixes representen un gran reservori de diversitat i endemisme. Gairebé tots els gèneres de mamífers endèmics de Madagascar són representats allà, incloent cinc famílies de lèmurs.
Quinze espècies i subespècies de lèmurs són endèmiques i gairebé endèmiques de l'ecoregió, incloent-hi l'aye-aye (Daubentonia madagascariensis), el lèmur nan d'orelles pelúdes (Allocebus trichotis), ambdues espècies de lèmurs amb volants (Varecia variegata, i V. rubra), l'indri (Indri indri), el lèmur llanat oriental (Avahi laniger), el sifaka diademat (Propithecus diadema), el sifaka de Milne-Edwards (P. edwardsi), el lèmur de bambú daurat (Hapalemur aureus), el lémur major de bambú (Prolemur simus), el lémur de cap gris (Eulemur cinereiceps), el lèmur de coll marró (E. collaris) i el lèmur de ventre vermell (E. rubriventer).
A més dels lèmurs, el bosc alberga set gèneres endèmics de rosegadors, sis gèneres de carnívors endèmics i diverses espècies de ratpenat. Els animals rars inclouen la mangosta de cua marró (Salanoia concolor). De les 165 espècies d'ocells que es troben aquí, 42 són endèmiques de la regió, com la rara newtonia de cua vermella (Newtonia fanovanae). Els boscos també alberguen 50 rèptils endèmics i 29 amfibis, com els següents camaleons: Calumma gallus, Calumma cucullatum, Furcifer balteatus, Furcifer bifidus, Brookesia superciliaris i Brookesia therezieni. La població de peixos d'aigua dolça, amb més de 100 espècies endèmiques, també és única.
Una espècie extinta famosa és la Coua de Delalande (Coua delalandei) que no ha estat avistada des del segle xix.

## Amenaces i preservació
Les selves tropicals de les terres baixes de Madagascar s'han conservat generalment millor que l'alt planell central, però encara hi ha hagut pèrdues importants. L'activitat generalitzada de talla i cremada a les selves tropicals de les terres baixes és una de les principals raons. La talla i crema és un mètode que de vegades s'utilitza per canviar els cultius per crear rendiments a curt termini de sòls marginals. Quan es practica repetidament, o sense períodes de guaret, els sòls pobres en nutrients poden estar esgotats o erosionats a un estat improductiu. Una altra amenaça és l'explotació selectiva d'algunes espècies, com les palmeres i les falgueres.

## Reserves i parcs nacionals en l'ecoregió
- Parc Nacional d'Analamazaotra
- Parc Nacional d'Andasibe-Mantadia
- Parc Nacional d'Andohahela
- Reserva Kalambatritra
- Reserva Manombo
- Parc Nacional Marojejy
- Parc Nacional de Ranomafana
- Reserva Mangerivola
- Parc Nacional de Masoala
- Parc Nacional de Zahamena

Galeria de flora i fauna
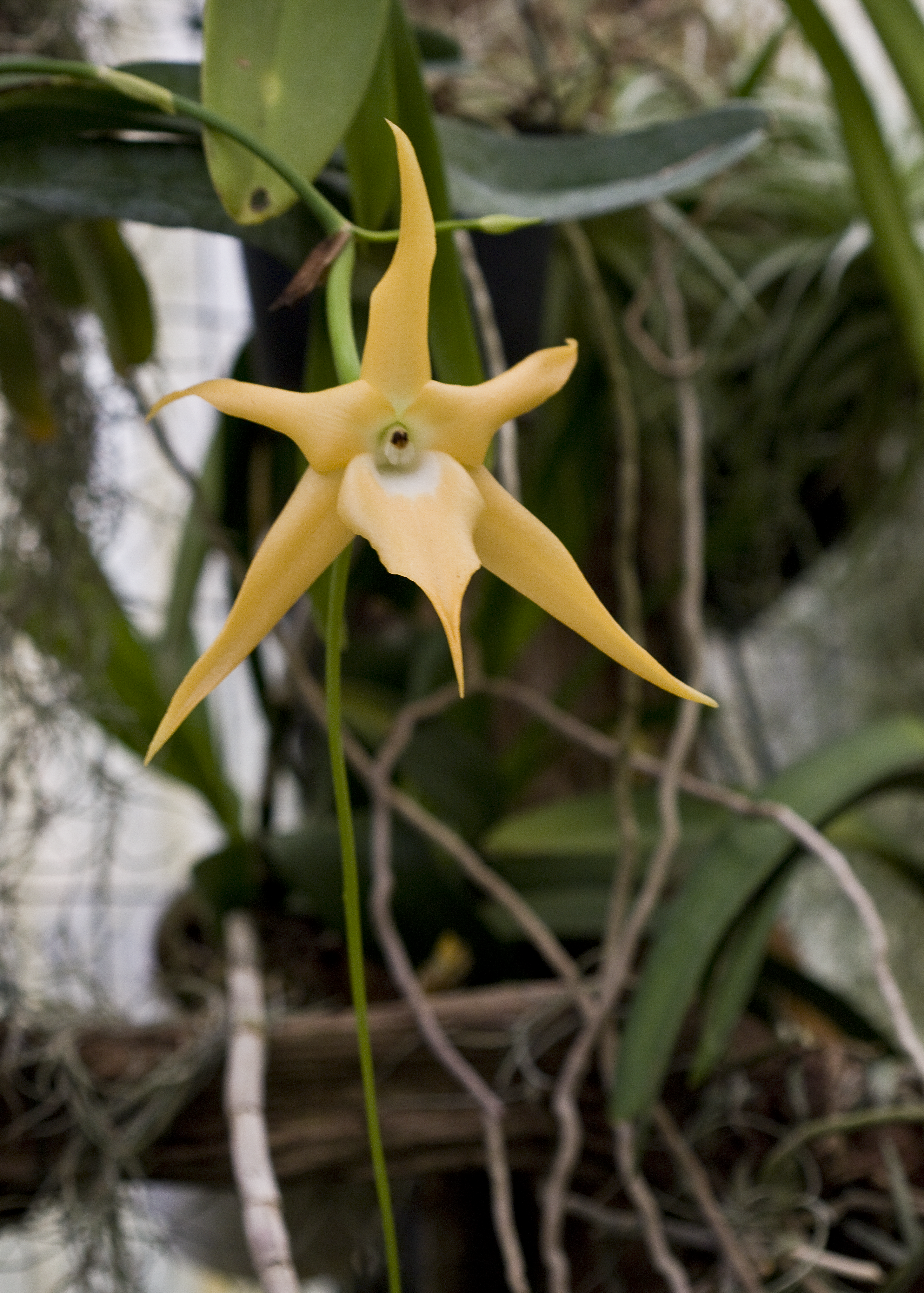
Angraecum sesquipedale, una de les vora 900 orquídies de Madagascar
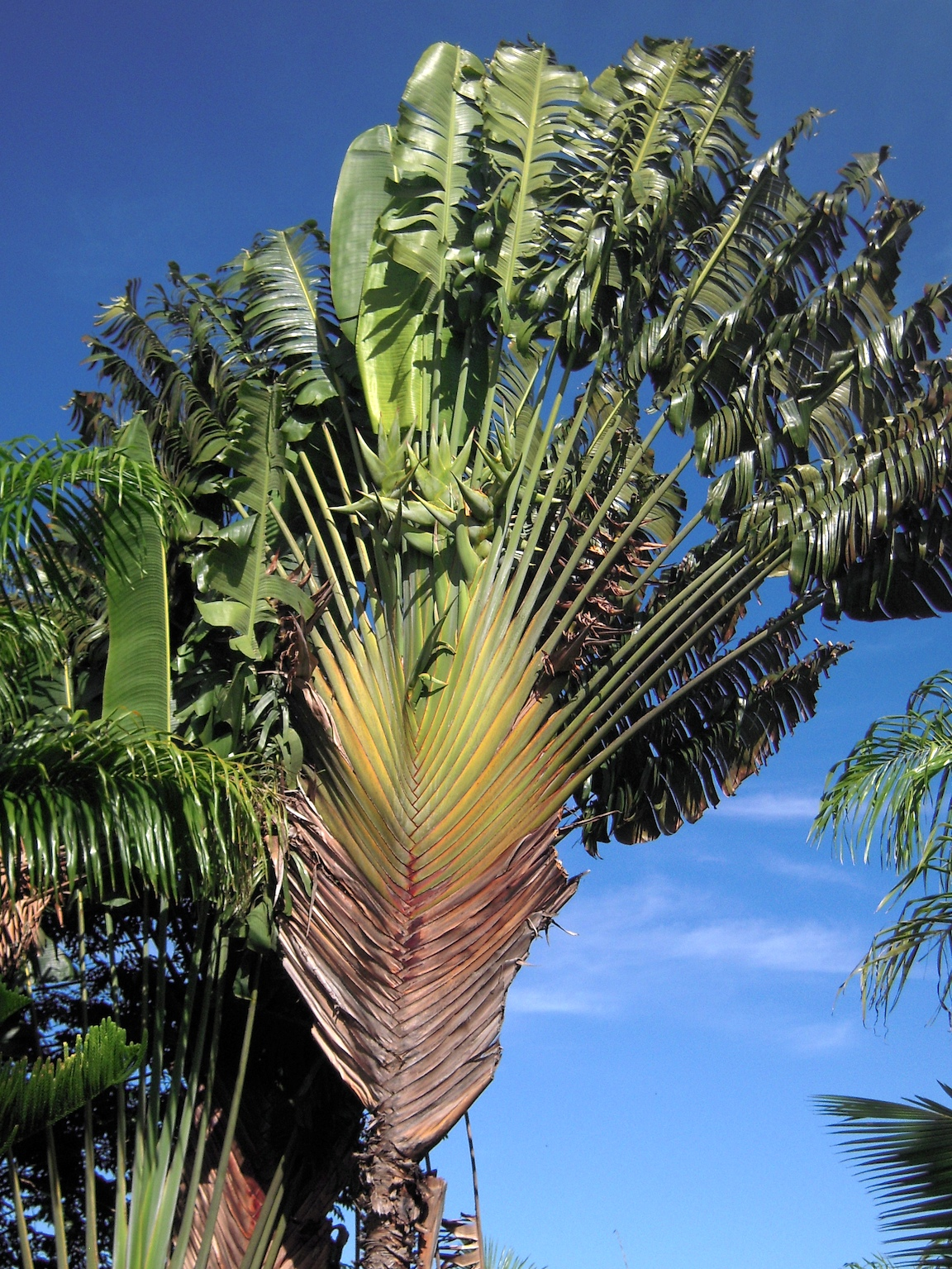
Arbre del viatger (Ravenala madagascariensis), l'emblema nacional de Madagascar
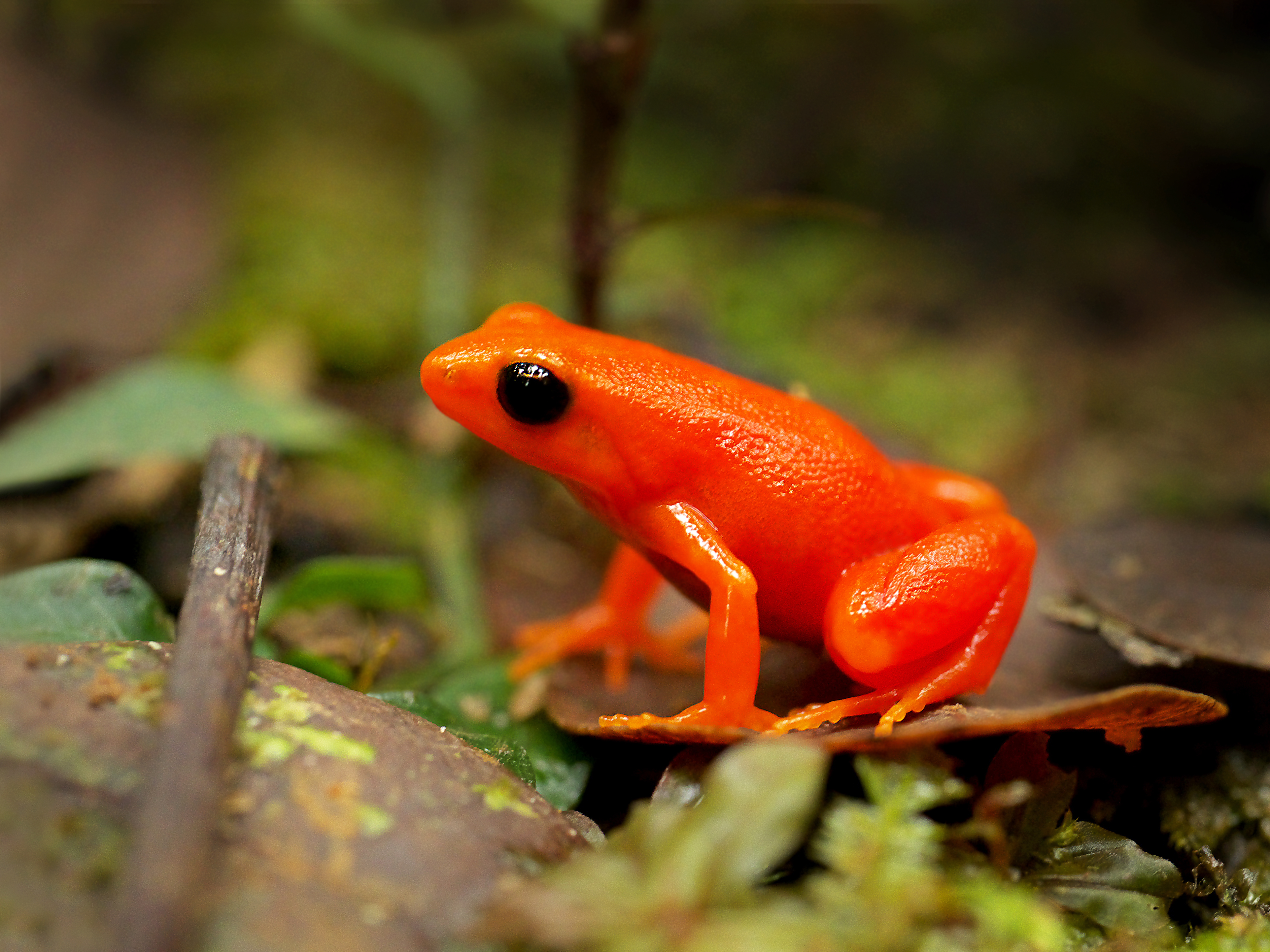
Mantella daurada (Mantella aurantiaca), una granota endèmica en perill d'extinció en les forests plujoses de l'est
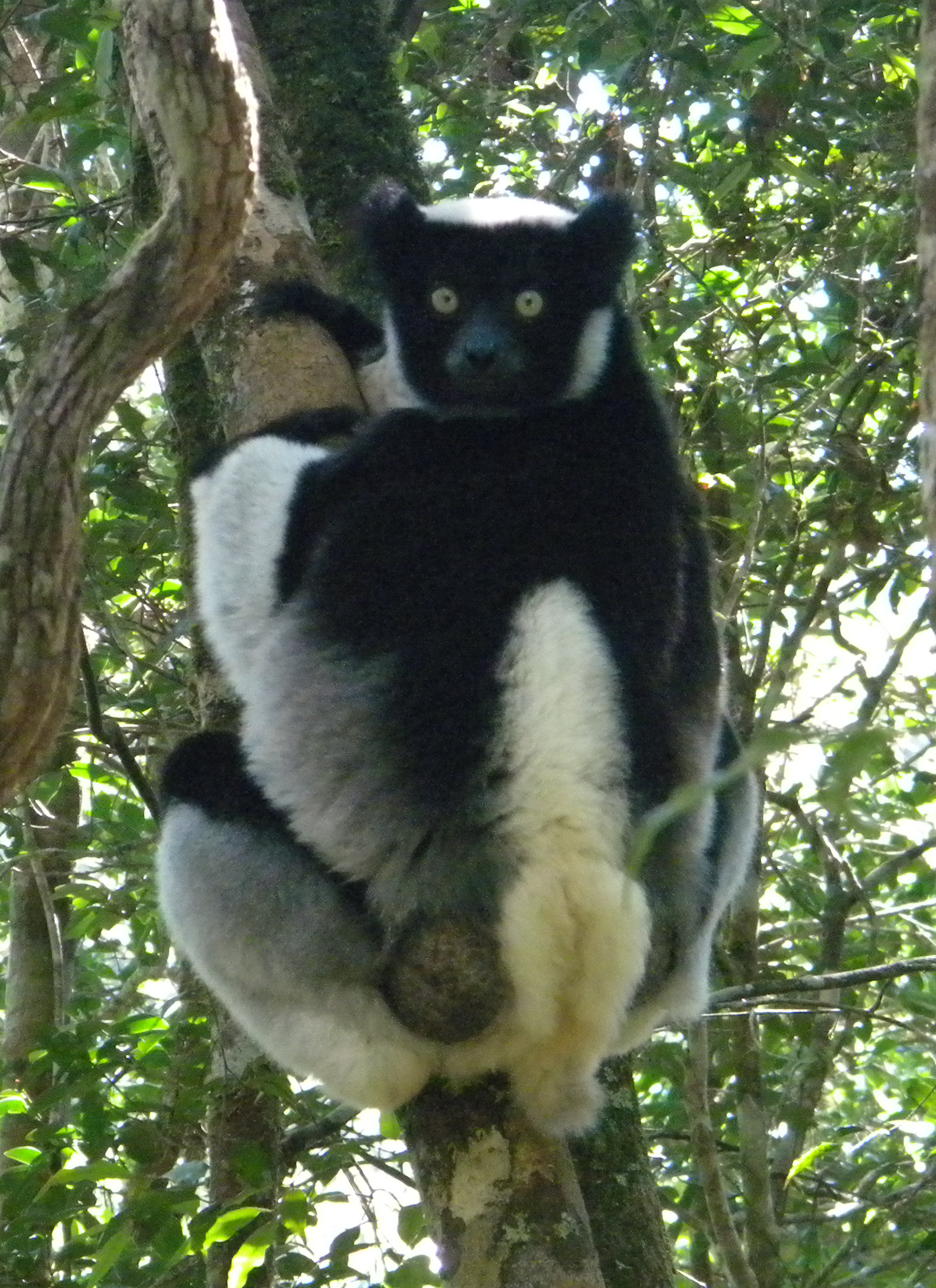
Indri (Indri indri), el lèmur de més llarga vida
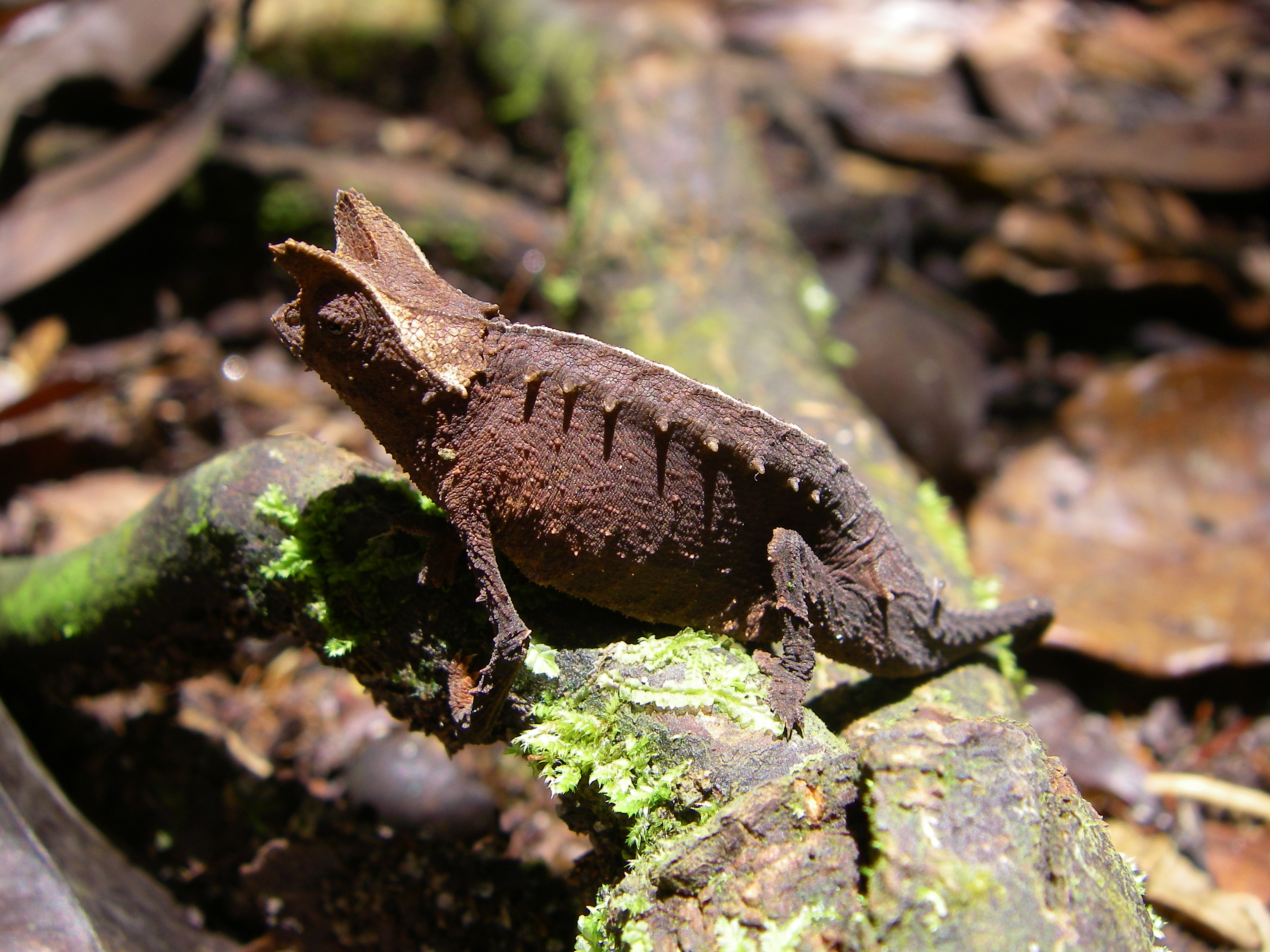
Camaleó de fulla marró (Brookesia superciliaris)